# Альфонс Ребане
Альфонс Вільгельм Роберт Ребане (ест. Alfons Vilhelm Robert Rebane, * 24 червня 1908, м. Валга, Естонія — † 8 березня 1976, м. Аугсбург, Німеччина) — естонський військовий діяч, командир 20-ї гренадерської дивізії СС (1-ї Естонської).

## Життєпис
Народився 24 червня 1908 року в естонському місті Валга у сім'ї Роберта Адольфа Ребане та його першої дружини Хелени Агнеси Марії Редель. Батько Альфонса працював на фабриці роялів, згодом, після переїзду сім'ї в 1920 році в Нарву — на залізниці. Після смерті першої дружини він одружився з її сестрою, у шлюбі народилася сестра Альфонса Астрід (20 серпня 1915 — 18 травня 2008).

### Навчання
Альфонс ходив до школи в рідному місті, вивчив латиську та німецьку мову. Продовжив освіту разом із сестрою у Нарвській російській гімназії, де вивчив також російську мову і зустрів свою майбутню дружину Агнію Сахарову (1907—1980).

### В Естонській армії
У 1929 році закінчив Вищу військову школу в Таллінні, служив у 1-му полку бронепоїзда, а згодом у Ляенеській дружині військової організації Кайтселійт, в автотанковому полку. У лютому 1933 отримав звання лейтенанта.
У липні 1940 після окупації СРСР збройні сили Естонської республіки були перейменовані в Естонську народну армію. 1 серпня 1940 Ребане був призначений командиром взводу легких танків Талліннського автотанкового полку Естонської народної армії. У вересні 1940 року Народна армія Естонії була розформована і на її основі було утворено 22-й Естонський територіальний стрілецький корпус Червоної армії, в якому Ребане прослужив до 25 жовтня 1940 року, коли був звільнений у запас.
Згодом працював будівельним працівником у Ласнамяє. У травні 1941 року звільнився з роботи і організував загін «Лісових братів», щоб воювати проти радянських військ.

### Участь у Другій світовій війні
Після початку війни Німеччини з СРСР 22 червня 1941 року загін Ребане вступив у збройну боротьбу проти Червоної Армії.
Згодом був призначений командиром окремого естонського охоронного (конвойного) батальйону.
У 1942 у званні гауптштурмфюрера воював на Волховському фронті проти армії генерала Власова. У березні 1943 призначений командиром добровольчого 658-го Східного батальйону СС. На початку 1944 року відзначився в бою під Вашково, де було призупинено просування радянських військ. У лютому 1944 року був нагороджений Лицарським хрестом Залізного хреста.
Продовжив службу в 20-ій гренадерській дивізії СС (1-й Естонській), командуючи 45-м полком, брав участь у битві під Нарвою.
Другу світову війну Альфонс Ребане закінчив на посаді виконуючого обов'язки командира дивізії. Грос-адмірал Карл Деніц 9 травня 1945 нагородив Ребане дубовим листям до Лицарського хреста за виняткову хоробрість на полі бою (тільки дев'ять іноземців були удостоєні цієї нагороди).

### На службі в Британській розвідці «МІ-6»
В 1947 Альфонс Ребане переїхав до Великої Британії та вступив на службу до Британської розвідки «МІ-6» як експерт по Естонії у школі розвідки в Лондоні. Там він відіграв суттєву роль у допомозі учасникам руху опору проти радянської окупації в Естонії та інших балтійських країнах. В 1961 подав у відставку.

### В Німеччині
У цьому ж 1961 переїхав до Німеччини. Проживав у місті Аугсбург, де й помер 8 березня 1976.

## Перепоховання на батьківщині
У 1999 з військовими почестями перепохований в Естонії на цвинтарі Метсакальмісту в Таллінні.

## Нагороди
- Білий хрест Союзу оборони 3-го класу (Естонія)
- Хрест Залуг айсзаргів (Латвія)

### Нагороди Третього рейху
- Відзнака для східних народів 2-го класу в бронзі з мечами
- Відзнака для східних народів 2-го класу в сріблі з мечами
- Медаль «За зимову кампанію на Сході 1941/42»
- Штурмовий піхотний знак в сріблі
- Залізний хрест 2-го класу (9 квітня 1943)[3]
- Залізний хрест 1-го класу (9 листопада 1943)[3]
- Відзначений у Вермахтберіхті (28 січня 1944)[3]
- Нагрудний знак ближнього бою в золоті
- Лицарський хрест Залізного хреста з дубовим листям
  - Хрест (№2689; 23 лютого 1944) - як майор і командир 658-го естонського добровольчого батальйону
  - Дубове листя (№875; 9 травня 1945) - як оберштурмбаннфюрер СС і командир 46-го гренадерського полку СС (естонського №2)